# Franz von Frehlich
Freiherr Franz von Frehlich (auch: Fröhlich, * 1771 in Bellovár; † 17. Mai 1813 in Troppau) war österreichischer Generalmajor und Ritter des Maria-Theresia-Ordens.

## Leben
Er kam 1784 als Kadett in das  Grenz-Regiment (Kreuzer). Im 8. österreichischen Türkenkrieg wurde er zum Oberleutnant befördert. Im Ersten Koalitionskrieg kämpfte er 1794 bei Landrecy und 1795 bei Mannheim. Im Jahr 1796 kam er als Rittmeister in das slavonisch-kroatisch Grenz-Husaren-Korps. Im Dritten Koalitionskrieg wurde er 1805 zum Oberstleutnant ernannt (Ulanen-Regiment Nr. 3) und kam im September 1806 als Oberst in das Husaren-Regiment Nr. 10. 
Während des Fünften Koalitionskrieges kam er 1809 mit seinem Regiment in das 4. Armeecorps, dort führte er im April die Vorhut beim Vorstoß in Richtung Bayern.  Am 19. April 1809 besiegte er bei Dinzlingen das französische 5. Husaren-Regiment unter General Pajol. Am 22. April kämpfte er in der Schlacht bei Eggmühl, wo er den Rückzug des 4. Armeekorps deckte. Am 20. Mai kämpft er wieder in der Schlacht bei Aspern. General Klenau positionierte das Regiment mit anderen Schwadronen. Die Kavallerie trat bei Essling der französischen Division Lasalle entgegen, die mit schwerem Verlust geworfen wurde. Fröhlich zeichnete sich dabei durch besondere Tapferkeit aus, dafür erhielt er am 24. Oktober 1809 das Ritterkreuz des Maria-Theresia-Ordens. Außerdem wurde er unmittelbar nach der Schlacht zum Generalmajor ernannt.
Im Jahr 1812 kam er zum österreichischen Hilfskorps, das an Napoleons Russlandfeldzug teilnahm. Dort bewährte er sich in mehreren kleinen Reitergefechten. Nach dem Rückzug wurde er als Brigadier nach Troppau versetzt. Dort starb er überraschend am 17. Mai 1813.